# 友あり
「友あり」（ともあり）は、吉田拓郎が1991年8月7日にリリースした35枚目のシングル。発売元はフォーライフ・レコード（現・フォーライフミュージックエンタテイメント）。

## 概要
2曲共にアルバム『detente』からのシングルカットである。
「友あり」は、テレビ朝日系『ビートたけしのTVタックル』のエンディングテーマ。
カップリング曲の「たえなる時に」は、マツダ『クロノス』のCMソング。

## 収録曲
- 全作曲・編曲：吉田拓郎

1. 友あり（5分4秒）
作詞：康珍化
2. たえなる時に（5分26秒）
作詞：吉田拓郎

## 収録ディスク

### アルバム
友あり
- 『detente』(1991年)
- 『拓郎ヒストリー』(2007年)

たえなる時に
- 『detente』(1991年)
- 『AGAIN』(2014年)
  - オリジナルバージョンにあった頭サビはカットされている。